# Knooppunt Antwerpen-Noord
Der Knooppunt Antwerpen-Noord ist ein Autobahndreieck am nördlichen Ende des Autobahnrings Antwerpen. Es verbindet die A12 (aus Richtung Bergen op Zoom, Antwerpen-Hafen) mit der A1 (aus Richtung Breda) und der R1 (Ring Antwerpen).
Das Autobahndreieck ähnelt einem halben Turbinen-Autobahnkreuz.

## Verbindungen
| Bergen op Zoom, Antwerpen-Hafen |                          | Breda, Rotterdam |
|                                 |                          |                  |
|                                 | Antwerpen, Brüssel, Gent |                  |